# Singapurische Badmintonmeisterschaft 2018/19
Die Singapurische Badmintonmeisterschaft 2018/19 fand vom 26. Januar bis zum 1. Februar 2019 statt.

## Medaillengewinner
| Disziplin    | Gold                                | Silber                                 | Bronze                           |
| ------------ | ----------------------------------- | -------------------------------------- | -------------------------------- |
| Herreneinzel | Loh Kean Yew                        | Lee Weihong                            | Huang Chao                       |
| Herreneinzel | Loh Kean Yew                        | Lee Weihong                            | Dominic Soh Shi Xuan             |
| Dameneinzel  | Yeo Jia Min                         | Jaslyn Hooi                            | Grace Chua                       |
| Dameneinzel  | Yeo Jia Min                         | Jaslyn Hooi                            | Sito Jia Rong                    |
| Herrendoppel | Rizky Hidayat Ismail Albert Saputra | Danny Bawa Chrisnanta Loh Kean Hean    | Abel Tan Wen Xing Toh Han Zhuo   |
| Herrendoppel | Rizky Hidayat Ismail Albert Saputra | Danny Bawa Chrisnanta Loh Kean Hean    | Wong Howin Aaron Yong Chuan Shen |
| Damendoppel  | Lim Ming Hui Citra Putri Sari Dewi  | Jin Yujia Liang Yun                    | Chua K-Lynn Tan Ai Ninna         |
| Damendoppel  | Lim Ming Hui Citra Putri Sari Dewi  | Jin Yujia Liang Yun                    | Jaslyn Hooi Sito Jia Rong        |
| Mixed        | Danny Bawa Chrisnanta Tan Wei Han   | Rizky Hidayat Ismail Shinta Mulia Sari | Toh Han Zhuo Lim Ming Hui        |
| Mixed        | Danny Bawa Chrisnanta Tan Wei Han   | Rizky Hidayat Ismail Shinta Mulia Sari | Bimo Adi Prakoso Jin Yujia       |